# 亞納烏馬山
14°37′41″S 69°19′45″W / 14.62806°S 69.32917°W
亞納烏馬山（Yanauma），是秘魯的山峰，位於該國東南部普諾大區，由聖安東尼奧德普蒂納省負責管轄，屬於阿波洛班巴山脈的一部分，海拔高度5,009米。